# HMS Inglefield
Lo HMS Inglefield (pennant number D02, dal maggio 1942 cambiato in I02) fu un cacciatorpediniere della Royal Navy britannica, appartenente alla classe I ed entrato in servizio nel giugno 1937.
Attiva durante la seconda guerra mondiale, la nave operò inizialmente con la Home Fleet nelle acque del Mare del Nord e dell'oceano Atlantico, partecipando alla campagna di Norvegia e in seguito alla scorta dei convogli artici. Dal giugno 1943 il cacciatorpediniere fu invece inviato nel mar Mediterraneo, partecipando nei mesi seguenti allo sbarco in Sicilia, allo sbarco a Salerno e allo sbarco di Anzio. Il 23 febbraio 1944, mentre operava al largo di Anzio, l'Inglefield affondò dopo essere stato colpito in pieno da una bomba a razzo Henschel Hs 293 tedesca.

## Storia

### Entrata in servizio e prime operazioni belliche

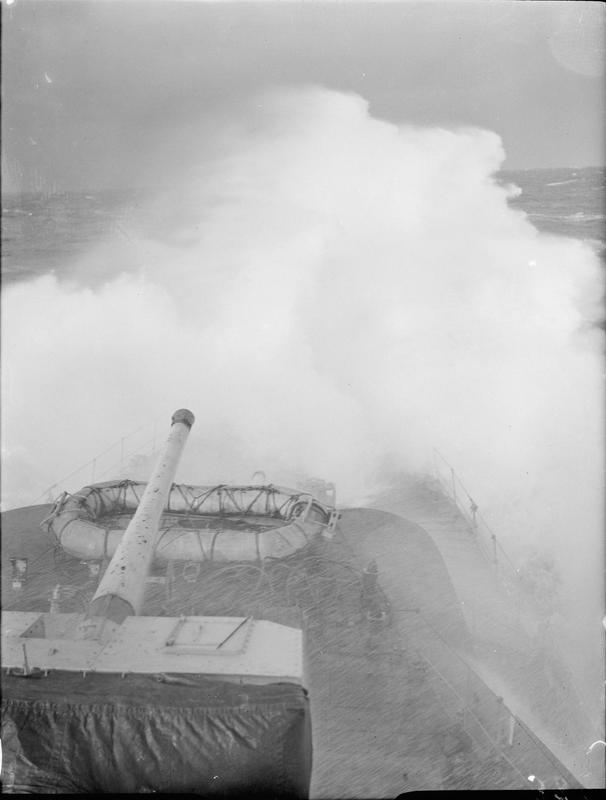
La prua dello Inglefiled affronta le onde durante una navigazione in Atlantico

Ordinata ai cantieri navali della Cammell Laird di Birkenhead il 14 novembre 1935, la nave venne impostata il 29 aprile 1936 e quindi varata il 15 ottobre 1936 con il nome di Inglefield in onore di Edward Augustus Inglefield, ammiraglio britannico del XIX secolo; fu la prima e unica unità navale britannica a portare questo nome. Entrata ufficialmente in servizio il 25 giugno 1937, più avanti quello stesso anno l'unità fu inviata a Malta per operare come cacciatorpediniere conduttore in forza alla Mediterranean Fleet.
Dopo lo scoppio della seconda guerra mondiale, il 5 settembre 1939 l'Inglefield fu richiamato in patria e, ora in forza alla Home Fleet, assegnato alle operazioni di pattugliamento anti-sommergibili nelle acque degli approcci sud-occidentali alla Gran Bretagna. Il 17 settembre, parte di un gruppo navale incentrato sulla portaerei HMS Courageous, fu inviato in coppia con il gemello HMS Intrepid a soccorrere i naufraghi nel mercantile britannico Kafiristan, silurato e affondato da un U-Boot tedesco; di conseguenza, i due cacciatorpediniere non poterono difendere la Courageous quando, poco dopo, la portaerei fu avvistata e colata a picco da un secondo U-Boot. Le operazioni anti-sommergibili continuarono anche nel corso di ottobre, e l'Inglefield ottenne il suo primo successo il 14 dello stesso mese: in squadra con i cacciatorpediniere Intrepid e HMS Ivanhoe, riuscì ad avvistare e colare a picco con le sue bombe di profondità il sommergibile U-45 nelle acque a sud-ovest dell'Irlanda. Il 19 ottobre l'Inglefield raggiunse Liverpool per sottoporsi a un ciclo di lavori di manutenzione, proseguito fino all'11 novembre seguente.
Raggiunta la base di Scapa Flow, l'Inglefield fu assegnato al corpo centrale della Home Fleet, operando come unità di scorta per le navi maggiori durante le loro sortite nelle acque del Mare del Nord. A partire dalla fine di gennaio 1940 il cacciatorpediniere fu riassegnato alla scorta dei convogli mercantili operanti sulle rotte tra il Regno Unito e la Norvegia; il 25 febbraio, mentre scortava il convoglio HN-14, l'Inglefield e i cacciatorpediniere HMS Imogen e HMS Escort furono distaccati per dare la caccia a un sommergibile tedesco, avvistato mentre si stava posizionando per attaccare il convoglio: dopo una lunga ricerca, i tre cacciatorpediniere riuscirono infine ad affondare il sommergibile U-63 nelle acque a sud-est delle isole Shetland. Il 5 aprile seguente l'Inglefield fu riassegnato all'operazione Wilfred, il tentativo britannico di minare le rotte navali usate dai tedeschi in Norvegia; l'operazione fu tuttavia annullata dopo che i tedeschi ebbero dato il via, il 9 aprile, all'invasione di Norvegia e Danimarca, e il cacciatorpediniere tornò quindi a scortare i gruppi navali della Home Fleet nel corso della successiva campagna di Norvegia. Nel corso di questo periodo, la nave partecipò all'evacuazione via mare dei reparti alleati dopo la loro sconfitta nella battaglia di Åndalsnes.
Concluse le operazioni nelle acque norvegesi, dall'inizio di giugno 1940 l'Inglefield svolse missioni di pattugliamento nelle acque del Mare del Nord e degli approcci nord-occidentali al Regno Unito, continuando con queste operazioni anche nei mesi seguenti ma senza far registrare combattimenti con il nemico. All'inizio di settembre il cacciatorpediniere fu assegnato alle forze navali dell'operazione Menace, il tentativo di britannici e francesi liberi di catturare lo strategico porto di Dakar, tenuto da forze fedeli alla Francia di Vichy; l'azione sfociò, tra il 23 e il 25 settembre, in una violenta battaglia conclusasi infine con il ritiro delle forze franco-britanniche. Nel corso degli scontri a Dakar, il 23 settembre l'Inglefield fu attaccato senza esito dal sommergibile francese Persée ma fu poi raggiunto due volte da proiettili di grosso calibro sparati dall'artiglieria costiera di Dakar, subendo alcuni danni strutturali ma senza compromissione della sua efficienza bellica; il 24 settembre invece l'Inglefield, in coppia con altre due unità, ingaggiò in combattimento il cacciatorpediniere francese L'Audacieux, danneggiandolo e costringendolo a spiaggiarsi.

### Dal Mare del Nord al Mediterraneo

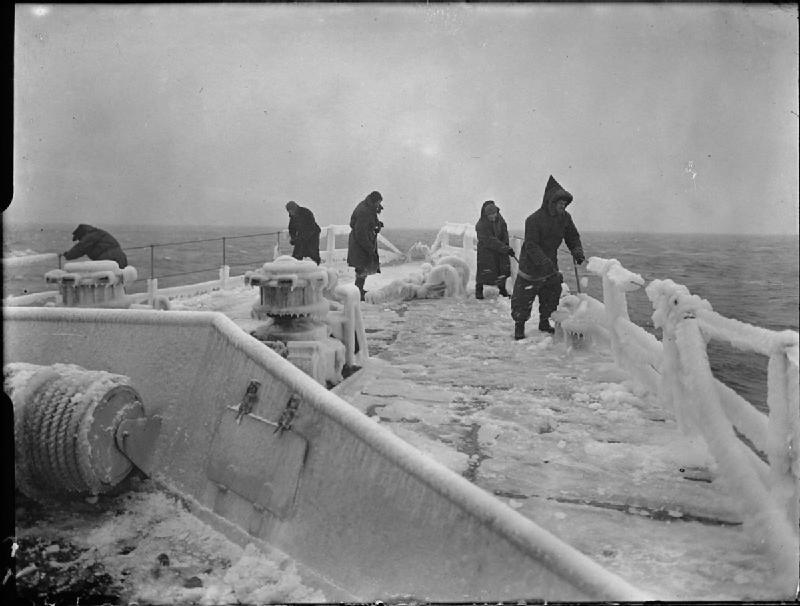
Il ponte dello Inglefield ingombro di ghiaccio durante un viaggio nelle acque artiche

Concluse le operazioni a Dakar il cacciatorpediniere raggiunse la base di Freetown, operando poi nella scorta dei convogli nella zona; rientrato in patria in novembre, fu poi messo in cantiere a Londra per lavori proseguiti fino al 20 gennaio 1941. Tornato in forza alla Home Fleet, nei mesi seguenti l'Inglefield operò in missioni di scorta e pattugliamento nelle acque del Mare del Nord; il 4 marzo il cacciatorpediniere fece parte delle forze navali impegnate nell'operazione Claymore, un raid di British Commandos contro impianti tedeschi nelle isole Lofoten, mentre il 22 maggio partecipò alle fasi iniziali della "caccia alla Bismarck nelle acque dell'oceano Atlantico settentrionale salvo rientrare alla base il 24 maggio senza aver avvistato il nemico. Il 24 agosto l'Inglefield si unì alla scorta del convoglio Dervish, il primo convoglio di rifornimento salpato dal Regno Unito e diretto nei porti nel nord dell'Unione Sovietica, ma un mese più tardi fu messo in secca nei cantieri dell'Humber per un lungo ciclo di lavori di modernizzazione proseguito fino al 26 novembre seguente.
Dopo il rientro in servizio, nel corso dei primi mesi del 1942 l'Inglefield continuò a operare con la Home Fleet nel teatro del Mare del Nord; l'operazione più significativa di questo periodo si ebbe il 6 gennaio, quando il cacciatorpediniere e il gemello Intrepid bombardarono Florø in Norvegia, danneggiando alcune fabbriche oltre a un mercantile e un peschereccio armato tedeschi. Nel marzo 1942 l'unità iniziò a operare sulle rotte dei "convogli artici", scortando vari gruppi di mercantili tra il Regno Unito e l'Unione Sovietica; queste operazioni furono intervallate da una rapida sortita nel Mar Mediterraneo occidentale in aprile, quando l'Inglefield scortò la portaerei statunitense USS Wasp nel corso di una missione di lancio di aerei di rinforzo alla guarnigione di Malta (operazione Calendar). Tornato alle operazioni sulla rotta artica, il cacciatorpediniere se ne distaccò il 13 luglio per sottoporsi a un nuovo ciclo di lavori nei cantieri dell'Humber, proseguiti fino al novembre seguente.

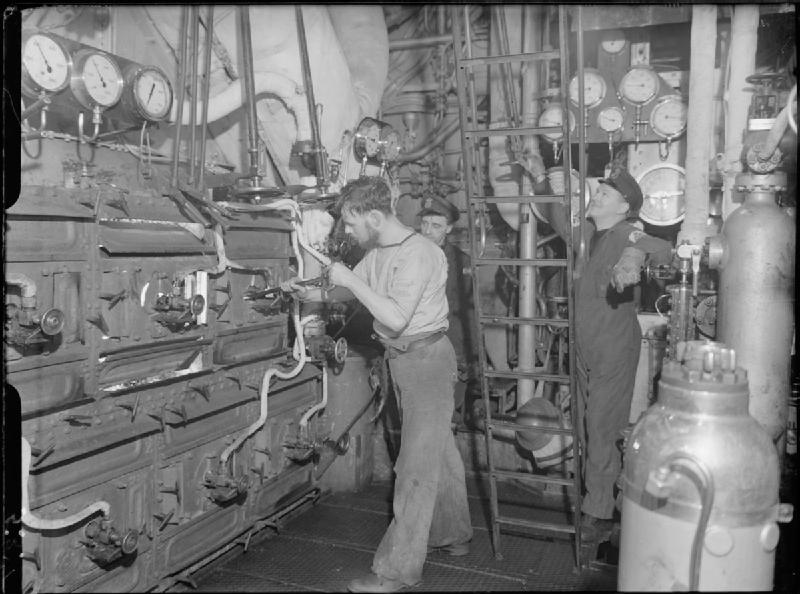
Una veduta della sala macchine del cacciatorpediniere

Tornato in servizio il cacciatorpediniere riprese le operazioni di scorta ai convogli artici anche nel corso dei primi mesi del 1943, portando a termine vari viaggi da e per l'Unione Sovietica ma senza far registrare scontri con il nemico; dalla metà di marzo l'Inglefield fu invece spostato in Atlantico, proteggendo i convogli in arrivo nelle acque a nord-ovest del Regno Unito. Queste azioni proseguirono fino al 17 giugno 1943, quando l'Inglefield lasciò Scapa Flow per Gibilterra di scorta a un grosso scaglione della Home Fleet trasferito sul fronte del Mediterraneo; da Gibilterra il cacciatorpediniere si trasferì ad Algeri e poi Alessandria d'Egitto, unendosi alle forze della Mediterranean Fleet. Dal 10 luglio l'Inglefield fece parte del dispositivo navale alleato impegnato nello sbarco in Sicilia, operando nella zona di Catania come scorta per le unità maggiori e impiegando i suoi pezzi d'artiglieria in appoggio dei reparti a terra. Concluse le operazioni in Sicilia l'Inglefield fu di base a Malta, ma il 9 settembre fece parte della vasta flotta schierata in appoggio allo sbarco a Salerno dei reparti anglo-statunitensi; le operazioni del cacciatorpediniere lungo la costa italiana proseguirono fino al 23 settembre, quando infine l'unità fece ritorno nel Regno Unito dove arrivò il 17 ottobre seguente.
L'Inglefield salpò nuovamente per il Mediterraneo il 17 novembre, scortando ad Algeri l'incrociatore da battaglia HMS Renown il quale aveva a bordo il primo ministro britannico Winston Churchill, diretto alla Conferenza del Cairo con altri leader alleati. Dopo una sosta a Gibilterra per un ciclo di lavori di manutenzione, il 21 gennaio 1944 l'Inglefield raggiunse Napoli e si unì al dispositivo navale assemblato per condurre lo sbarco di Anzio, iniziato il giorno seguente; durante questo periodo il cacciatorpediniere condusse bombardamenti diversivi a Civitavecchia e Formia, oltre a supportare con il suo fuoco i reparti sbarcati nella testa di ponte alleata. L'Inglefield continuò a operare al largo di Anzio fino al 25 febbraio: impegnato in un pattugliamento al largo della costa, il cacciatorpediniere venne colpito da una bomba a razzo Henschel Hs 293 lanciata da un aereo tedesco. Centrata in pieno, la nave affondò rapidamente nella posizione 41° 26'N, 12° 38'E con 35 morti tra il suo equipaggio.